# Емілі Сатт
Емілі Сатт (фр. Émilie Satt) — французька співачка. У 2018 році в складі французького дуету (з продюсером Жан-Карлом Лукасом (фр. Jean-Karl Lucas)) стала представником Франції на пісенному конкурсі Євробачення 2018 в Лісабоні з піснею «Mercy» (Милосердя).

## Історія
Емілі Сатт, вроджена Émilie Sattonet, і Жан-Карл Лукас вперше зустрілися в 2008 році, а в 2013-му створили дует Madame Monsieur. В 2015 році вони написали пісню «Smile» для французького репера Youssoupha, а пізніше взяли участь у створенні його пісні «Taratata». Дует випустив дебютний альбом Tandem 4 листопада 2016 року.
Вигравши національний відбір Франції на Євробачення, 1 січня 2018 року вони були підтверджені як представники Франції на пісенному конкурсі Євробачення 2018 в Лісабоні з піснею «Mercy», що присвячена проблемам біженців і виступлять у фіналі конкурсу 12 травня. Вони кваліфікувалися з другого пів-фіналу 20 січня в фінал 27 січня. У фіналі вони стали третіми за оцінками журі, але першими за голосами французьких телеглядачів. Цього було достатньо, щоб виграти змагання. 17 лютого 2018 року дует виступив у Києві як спеціальні гості під час другого пів-фіналу українського національного відбору на пісенний конкурс Євробачення 2018. До виступу у Лісабоні встигли проспівати свою пісню в Ізраїлі.

## Інша діяльність
Голос співачки можна почути у рекламі Blackberry, Lacoste і Chanel.

## Дискографія

### Альбоми
| Tandem                                                               | - Випуск: 4 листопада, 2016 - Лейбл: Low Wood, Musicast - Формат: Цифрове скачування, CD | — |
| «—» альбоми, які не потрапили в чарти або не були офіційно випущені. |                                                                                          |   |

### Сингли
| «You Make Me Smile»                                                 | 2015 | — | Tandem            |
| «Égérie»                                                            | 2016 | — | Tandem            |
| «See Ya» (разом із S.Pri Noir)                                      | 2016 | — | Tandem            |
| «Morts ou vifs» (разом із Jok'Air та Ibrahim Maalouf)               | 2016 | — | Tandem            |
| «Partir»                                                            | 2016 | — | Tandem            |
| «Tournera» (разом із Youssoupha)                                    | 2016 | — | Tandem            |
| «Mercy»                                                             | 2018 | 3 | неальбомний сингл |
| «—» сингли, які не потрапили в чарти або не були офіційно випущені. |      |   |                   |